# Régulus Carlotti
Régulus Carlotti (1805-1878) est un médecin et homme politique corse né et mort à Poggio-di-Venaco. Il était l'époux de Lucie Arrighi de Casanova (1817-?).

## Biographie

### Homme politique
il a été conseiller municipal d’Ajaccio, Conseiller général à partir de 1839. et président de la commission départementale du Conseil général de la Corse de 1872 à 1875.

### Médecin et hygiéniste
Docteur en médecine diplômé de l'Université de Pise en 1829.
Il a rédigé de nombreux opuscules pour améliorer la santé des populations en Corse. Il a en particulier introduit l’Eucalyptus en Corse dans le but de lutter contre la malaria .
Il s'intéresse aussi à la pratique agricole en Corse.

### Homme de lettres
Auteur de nouvelles historiques sur la Corse :
- Tre Novelle Morali, 1835,
- Sambuccio et l'affranchissement des Communes, 1844.

Editeur de ses amis poètes comme Salvatore Viale et Anton-Luigi Raffaelli dans le  recueil Poesie di alcuni moderni autori cosi (1870) 

## Divers
Il est fait chevalier de légion d’honneur en 1861.
Sa chapelle funéraire ronde est à l'entrée de Poggio-di-Venaco. Sur le fronton au-dessus de l'accès est inscrit : « DOM - A Régulus Carlotti et aux siens. Son épouse Lucie Carlotti née Arrighi de Casanova in Mémoria Aeterna erit Justus PS cx 17 - ».
Le pont de Torcia, sur le Tavignano, porte son nom - (M3C).